# Euchlaena irraria
Euchlaena irraria là một loài bướm đêm trong họ Geometridae.